# La Mégère apprivoisée (film, 1961)
Pour les articles homonymes, voir La Mégère apprivoisée (homonymie).
Pour plus de détails, voir Fiche technique et Distribution.
La Mégère apprivoisée (titre original : Ukroshchenie stroptivoy, Укрощение строптивой) est un film soviétique en noir et blanc réalisé par Sergueï Kolossov, sorti en 1961,,.
Il s'agit d'une adaptation de la pièce de William Shakespeare.
La mise en scène du film est reprise du spectacle d'Alekseï Popov adapté au Théâtre central de l'Armée rouge en 1937. 

## Fiche technique
- Titre : La Mégère apprivoisée
- Titre original : Ukroshchenie stroptivoy, Укрощение строптивой
- Réalisation : Sergueï Kolossov
- Adaptation : Sergueï Kolossov d'après la pièce éponyme de William Shakespeare
- Direction artistique : Vassili Golikov, Nisson Chifrine
- Costumes : Igor Fedotov
- Photographie : Vladimir Yakovlev
- Son : Evgueni Kachkevitch
- Montage : Zoïa Verevkina
- Musique : Aleksandr Goloubentsev
- Directeur de production : Tamara Ogorodnikova
- Sociétés de production :  Mosfilm
- Pays d'origine : URSS
- Langue originale : russe
- Format : noir et blanc - 35 mm - son Mono
- Genre : Comédie dramatique
- Durée : 85 minutes
- Dates de sortie : 24 septembre 1961

## Distribution
- Ludmila Kassatkina : Katherine
- Andreï Popov : Petruchio
- Vladimir Blagoobrazov : Baptista
- Vladimir Zeldine : Lucêncio
- Antoni Khodourski : Gremio
- Sergueï Koulaguine : Grumio
- Marc Pertsovski : Hortensio
- Olga Krassina : Bianca
- Vladimir Sochalski : Tranio
- Lev Chabarine : Biondello
- Nikolaï Neronov : Vincenzo
- Nikolaï Sergueïev : vieux professeur
- Alekseï Popov : metteur en scène
- Pavel Vinnik : sacristain
- Piotr Vichniakov : évêque
- Youri Nikouline : chef de chœur
- Nikolaï Pastoukhov : cuisinier
- Nina Sazonova : nourrice